# Nicolas Desmarets
Nicolas Desmarets, markiz De Maillebois (ur. 10 września 1648 w Paryżu, zm. 4 maja 1721 w Paryżu) był francuskim politykiem i generalnym kontrolerem finansów w okresie od 20 lutego 1708 do 15 września 1715.
Desmarets był siostrzeńcem Jeana-Baptiste'a Colberta i dzięki temu szybko robił karierę w finansach państwowych. Po śmierci Colberta w roku 1683 wygnano go z kraju. po powrocie do Paryża w 1686, Desmarets opublikował serię memorandów o niekorzystnej sytuacji finansowej kraju. 
Desmarets został w roku 1703 directeur de finances, a w 1708 zastąpił Chamillarta na stanowisku generalnego kontrolera finansów. Desmaretsowi udało się przekonać wierzycieli państwa do cierpliwości, zapewniając też mniejsze odsetki i przeprowadzić dewaluację metalowych pieniędzy, stworzyć loterię królewską i w roku 1710 zapewnić dochód państwa w wysokości 10%. Jednak wojna o sukcesję hiszpańską (1702-1714) zanadto obciążyło państwo. Desmarets poradził w roku 1715 by Ludwik XIV sam ogłosił bankructwo państwa, król nie posłuchał rady, lecz zdymisjonował ministra.